# Flora och Pomona
Flora och Pomona är en diktsamling från 1906 av den svenske författaren Erik Axel Karlfeldt.

## Innehåll
- Tillägnan
- Det förgångna
- Värdshuset
- Epistel till Sabbacus
- Och solen löper i jungfrun
- En hornlåt
- I Lissabon där dansa de
- Hästkarlar
- Den blodiga sotarn
- Nattyxne
- Hjärtstilla
- Lotus
- Beckblomster
- Häxorna
- Höstskog
- Lugnet
- I passionsveckan
- En jaktsyn
- Stjärngossar
- Åka på isen hala
- Träslottet
- I Jupiters stund
- Ur årets sagor
- Augustihymn
- Ode till den höstlige Neptunus
- Vinterhälsning

## Mottagande
Erik Hedén på Ord och Bild lyfte bland annat fram "Den blodiga sotarn", som "röjer mera vildhet än alla de skaldeynglingar, som med svett och möda synda på beting, i hela sitt lif kunna åstadkomma", och "Häxorna", som börjar med "en suggestiv målning af kvinnans dolda kärlekstrånad och af frestaren som begagnar sig däraf", för att därefter ändra karaktär: "häxan blir smäktande och blek och frestaren den vetande drömmare, som lärt sig och henne alltings intighet och om gör Eden till likgiltighetens öken". Hedén skrev om samlingen i helhet: "Karlfeldts språk- och stämningsskala rör sig alltjämt efter den linje, som dragits af landtmannaskaldens själffödda natursinne och ytterligare bestämts af karaktärsdragen: manlig, gammalmodig och något lärd."